# Cupè (carruatge)

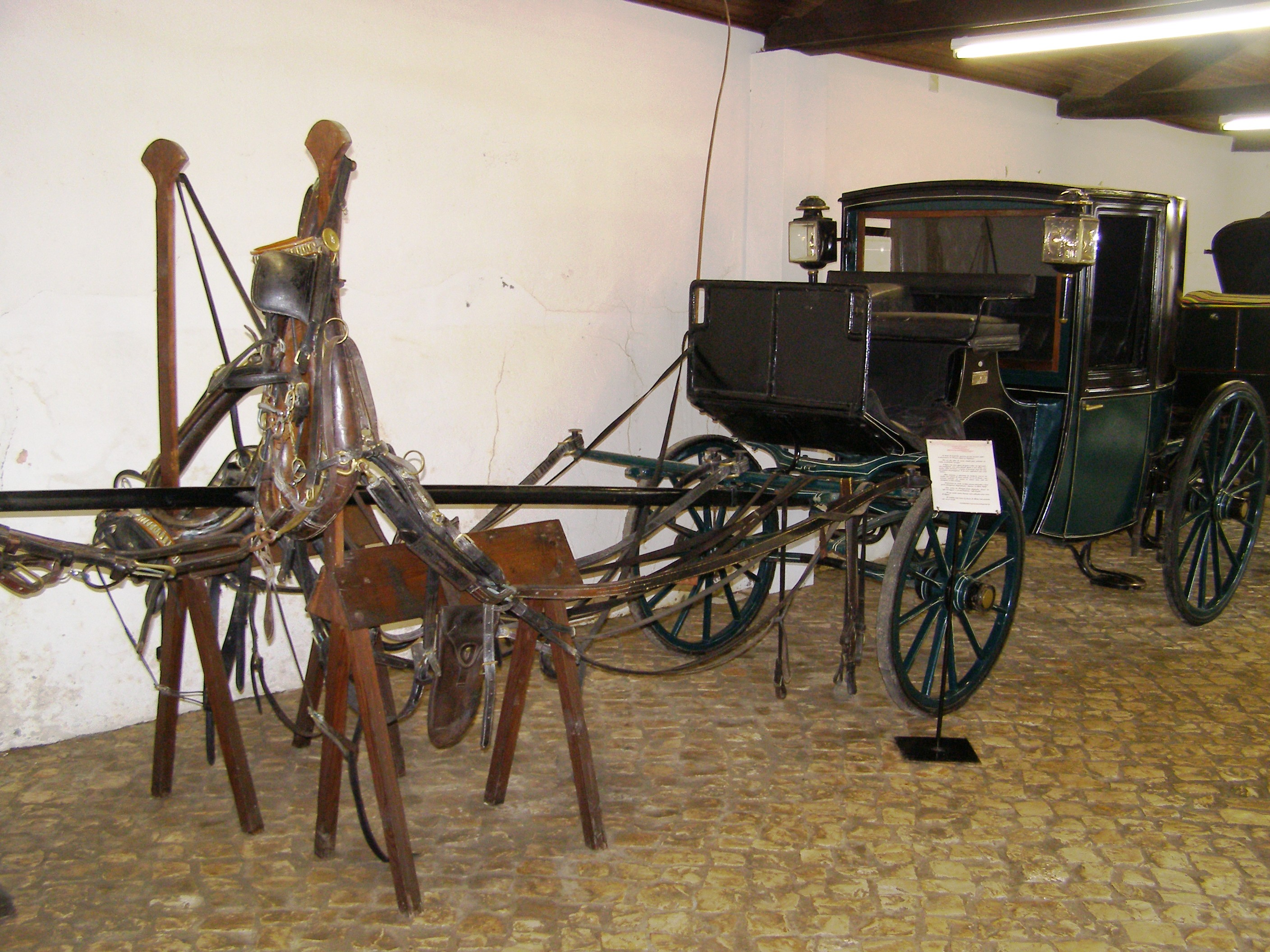
Cupè a Mafra, Portugal

Un cupè és un tipus de carruatge de dues places completament cobert que és tirat per un sol cavall amb llimonera o amb un tronc de dos cavalls.
Té la forma d'una berlina a la qual s'hagués suprimit la meitat anterior de la caixa, tancant amb un tauler. La part inferior forma angle entrant de forma similar al landó quadrat. El muntatge es realitza sobre quatre ressorts de doble suspensió o quatre ballestes tancades.

## Varietats
- Gran cupè. De forma semblant a l'anterior, és més gran, ja que admet quatre places. La part anterior va tancada per tres vidres, un quadrat central i dos estrets als costats, podent tenir també un sol vidre corb sent llavors de caixa arrodonida.
- Cupè de luxe. Va muntat sobre vuit ressorts en fletxa i el pescant porta un petit guarniment. La caixa és arrodonida a la part inferior com la berlina.